# 미노시
미노시(일본어: 美濃市)는 일본 기후현 주노 지방의 중앙부에 있는 시이다.
미농지의 산지로 유명하고 시가지는 동자기둥이 있는 전통 상점가로 1999년 5월 31일에 중요 전통적 건조물군 보존지구로 선정되어 최근에는 관광지가 되고 있다.

## 역사
1600년에 세키가하라 전투의 공으로 도쿠가와 이에야스로부터 이 땅을 배정받은 가나모리 나가치카는 나가라강변에 오구라야마성을 축성하였다. 또 나가치카는 나가라강에 고즈치항을 열어 경제 발전을 목표로 했다. 가나모리 나가치카 사후인 1615년에 오와리번령이 되었고 고즈치항은 선운에 의한 물자 집산의 거점으로 와지(일본 전통 종이)를 중심으로 경제 활동이 진행되어 상업 도시로 번영해 나갔다.
- 1911년 4월 1일 - 지금까지의 지명이었던 고즈치정에서 미노 와지와 관련된 미노정으로 개명하였다.
- 1954년 4월 1일 - 무기군 미노정, 스하라촌, 시모마키촌, 가미마키촌, 오야다촌, 아이미촌, 나카우치촌 등 1정 6촌이 합병해 미노시가 성립하였다.

## 인구
| 연도 | 인구   | ±%     |
| ---- | ------ | ------ |
| 1970 | 26,421 | —      |
| 1980 | 26,825 | +1.5%  |
| 1990 | 26,022 | −3.0%  |
| 2000 | 24,662 | −5.2%  |
| 2010 | 22,629 | −8.2%  |
| 2020 | 19,247 | −14.9% |

## 교통

### 철도
- 나가라가와 철도 에쓰미난선

### 도로
- 도카이 환상 자동차도
- 국도 제156호선

### 자매 도시
| 지역 & 국가 | 도시           | 도시   |
| ----------- | -------------- | ------ |
| 대한민국    | 강원특별자치도 | 원주시 |

## 기후
| 미노시의 기후                                                | 미노시의 기후 | 미노시의 기후 | 미노시의 기후 | 미노시의 기후 | 미노시의 기후 | 미노시의 기후 | 미노시의 기후 | 미노시의 기후 | 미노시의 기후 | 미노시의 기후 | 미노시의 기후 | 미노시의 기후 | 미노시의 기후   |
| 월                                                           | 1월           | 2월           | 3월           | 4월           | 5월           | 6월           | 7월           | 8월           | 9월           | 10월          | 11월          | 12월          | 연간            |
| ------------------------------------------------------------ | ------------- | ------------- | ------------- | ------------- | ------------- | ------------- | ------------- | ------------- | ------------- | ------------- | ------------- | ------------- | --------------- |
| 역대 최고 기온 °C (°F)                                       | 16.8 (62.2)   | 20.8 (69.4)   | 25.2 (77.4)   | 30.1 (86.2)   | 34.4 (93.9)   | 36.8 (98.2)   | 40.6 (105.1)  | 41.0 (105.8)  | 38.2 (100.8)  | 33.1 (91.6)   | 25.4 (77.7)   | 21.5 (70.7)   | 41.0 (105.8)    |
| 일평균 최고 기온 °C (°F)                                     | 8.5 (47.3)    | 9.8 (49.6)    | 14.0 (57.2)   | 19.9 (67.8)   | 24.8 (76.6)   | 27.7 (81.9)   | 31.3 (88.3)   | 33.2 (91.8)   | 28.9 (84.0)   | 23.2 (73.8)   | 16.9 (62.4)   | 10.9 (51.6)   | 20.8 (69.4)     |
| 일일 평균 기온 °C (°F)                                       | 3.2 (37.8)    | 4.0 (39.2)    | 7.7 (45.9)    | 13.3 (55.9)   | 18.3 (64.9)   | 22.0 (71.6)   | 25.7 (78.3)   | 26.9 (80.4)   | 23.1 (73.6)   | 17.2 (63.0)   | 11.1 (52.0)   | 5.6 (42.1)    | 14.8 (58.7)     |
| 일평균 최저 기온 °C (°F)                                     | −0.8 (30.6)   | −0.7 (30.7)   | 2.3 (36.1)    | 7.5 (45.5)    | 12.8 (55.0)   | 17.6 (63.7)   | 21.8 (71.2)   | 22.8 (73.0)   | 19.1 (66.4)   | 12.9 (55.2)   | 6.7 (44.1)    | 1.5 (34.7)    | 10.3 (50.5)     |
| 역대 최저 기온 °C (°F)                                       | −7.4 (18.7)   | −7.9 (17.8)   | −4.6 (23.7)   | −1.9 (28.6)   | 2.7 (36.9)    | 9.2 (48.6)    | 14.6 (58.3)   | 15.2 (59.4)   | 8.7 (47.7)    | 2.4 (36.3)    | −1.6 (29.1)   | −7.7 (18.1)   | −7.9 (17.8)     |
| 평균 강수량 mm (인치)                                        | 78.7 (3.10)   | 83.0 (3.27)   | 150.8 (5.94)  | 187.8 (7.39)  | 212.2 (8.35)  | 260.6 (10.26) | 348.7 (13.73) | 267.3 (10.52) | 284.8 (11.21) | 170.4 (6.71)  | 105.2 (4.14)  | 89.8 (3.54)   | 2,207.8 (86.92) |
| 평균 강수일수 (≥ 1.0 mm)                                     | 9.5           | 8.8           | 9.9           | 10.3          | 10.8          | 13.3          | 14.5          | 11.5          | 12.6          | 9.6           | 8.4           | 10.1          | 129.3           |
| 평균 월간 일조시간                                           | 159.3         | 170.9         | 196.9         | 205.9         | 207.6         | 158.8         | 164.8         | 203.5         | 165.3         | 172.7         | 159.1         | 151.3         | 2,115.4         |
| 출처: 일본 기상청 (평년값: 1991년~2020년, 극값: 1978년~현재) |               |               |               |               |               |               |               |               |               |               |               |               |                 |